# Pitegias
Las Pitegias (del griego Πιθοιγία, Pithoigía, «apertura de jarras») eran unas fiestas que se celebraban en Atenas en honor de Baco.
Constituían el primer día de las Antesterias y en ellas se abrían los toneles (Pithoi) que contenían el vino bueno para beber de él.